# ヤプティク＝サレ
ヤプティク＝サレ (ロシア語: Яптик-Сале)とは、ロシア連邦ヤマロ・ネネツ自治管区ヤマル地区ミス・カメンニー農村居住区域にある村。人口は63人（2010年）。